# Ronny Rieken
Ronny Rieken (* 12. Februar 1968 in Oldenburg) ist ein deutscher Seriensexualstraftäter und Mehrfachmörder. Er ist der zweite Straftäter, der in Deutschland mit einem DNA-Massentest überführt wurde. Er vergewaltigte und tötete die dreizehnjährige Ulrike Everts und die elfjährige Christina Nytsch im Raum Cloppenburg. Für diese Taten wurde Rieken Ende 1998 zu lebenslanger Freiheitsstrafe verurteilt.

## Taten
Am 11. Juni 1996 entführte Rieken die dreizehnjährige Ulrike Everts aus Jeddeloh II, als sie allein mit ihrer Ponykutsche am Dortmunder Moorweg in Harbern, Gemeinde Wardenburg, fuhr. An einem Kanal bei Kampe, Stadt Friesoythe, in der Nähe einer Tiermehlfabrik, genau an derselben Stelle, wo er sich fünf Monate zuvor an einem elfjährigen Mädchen vergangen hatte, missbrauchte er Ulrike. Nach der Tat gab er ihr die Kleidungsstücke einzeln zum Anziehen zurück, dann erdrosselte er sie mit einer Stoffwindel und brachte die Leiche ins 40 Kilometer entfernte Ipweger Moor.
Am 16. März 1998, kurz nach 17 Uhr, sah Rieken die elfjährige Christina Nytsch aus Strücklingen aus dem Landkreis Cloppenburg, die sich wenige hundert Meter vor ihrem Elternhaus befand, und zerrte sie vom Fahrrad in den Kofferraum und fuhr an den Kanal bei Kampe, wo er bereits Ulrike vergewaltigt und erdrosselt hatte. Rieken erzählte später vor Gericht, dass er Christina geschlagen habe, weil sie sich nicht entkleiden wollte. Als ein Auto vorbeifuhr, musste Christina wieder in den Kofferraum und sie fuhren in ein anderes, dunkles Waldstück bei Lorup. Christina habe sich dort ausziehen und hinknien müssen und wurde von hinten mit einem Kabel erdrosselt. Anschließend stach er mit einem Messer mehrmals auf die Leiche ein. Sechs Tage nach ihrem Verschwinden fanden Jäger die nur dürftig mit Ästen bedeckte Leiche von Christina, 20 Kilometer von ihrem Elternhaus entfernt. Ihr Körper war von Hämatomen übersät. Sie wurde insgesamt sechs Mal vergewaltigt. Vorangegangen war die bis dahin größte Verbrecherjagd in der deutschen Kriminalgeschichte, bei der mit Hilfe Tausender Freiwilliger 1500 Quadratkilometer abgesucht worden waren. Auch die Bundeswehr hatte die Suche unterstützt, unter anderem mit Wärmebildkameras aus der Luft. Bei Christinas Leiche hinterließ Rieken Spermaspuren. Sie stimmten mit den Spuren überein, die Ermittler Anfang 1996 nach einem weiteren Missbrauch an einer Neunjährigen sichergestellt hatten. Dieses Opfer hatte Rieken damals nach der Tat laufen lassen. Der an Ostern 1998 veranlasste DNA-Massentest überführte Rieken schließlich und führte zu seiner Verhaftung. Rieken war zum Speicheltest gegangen, weil ihm sein misstrauisch gewordener Schwager das Mitgehen nahegelegt hatte. Rieken war damit bundesweit erst der zweite Mörder, der sich der Abnahme einer Speichelprobe stellte und dadurch überführt worden ist. Dies trug wesentlich zur öffentlichen und rechtlichen Akzeptanz dieser Methode bei. Bereits im April 1998, als die Suche nach Rieken noch in vollem Gange war, nahm die DNA-Analysedatei, eine Verbundanwendung der Landeskriminalämter und des Bundeskriminalamtes, ihren Betrieb auf.

## Prozess und Haft
Im Prozess gegen Rieken vor dem Schwurgericht des Landgerichts Oldenburg hieß es, dass er in seiner Kindheit von seinem Vater misshandelt worden sei. An dem von ihm geschilderten sexuellen Missbrauch durch seinen Vater äußerte der Vorsitzende Richter, der Rieken bereits 1989 wegen der Vergewaltigung seiner Schwester verurteilt hatte, Zweifel. Rieken hatte seine erste Vergewaltigung mit 19 Jahren an einem Nachbarsmädchen begangen. Bei der Vergewaltigung seiner zwei Jahre jüngeren Schwester war er 21 Jahre alt. Dabei hatte Rieken sie mit einem Gürtel gedrosselt, bis sie bewusstlos wurde, um sie anschließend ohne Gegenwehr zweimal vergewaltigen zu können.
Bei seinem Gefängnisaufenthalt für die Tat an seiner Schwester wurde er nicht therapiert, sondern nur wegen einer Alkoholkrankheit behandelt. Seine ursprünglich festgelegte Haftstrafe von zehn Jahren war in der Revision auf fünfeinhalb Jahre herabgesetzt worden. Wegen guter Führung gelangte Rieken bereits nach knapp drei Jahren wieder auf freien Fuß. Wenige Wochen danach missbrauchte er die Tochter seines zukünftigen Schwagers.
Das Landgericht verurteilte Rieken am 27. November 1998 zu einer lebenslangen Freiheitsstrafe. Es stellte außerdem eine besondere Schwere der Schuld fest, was eine Mindesthaftdauer von weit über 15 Jahren nach sich zieht. Die von Rieken gegen dieses Urteil eingelegte Revision wurde am 15. September 1999 vom Bundesgerichtshof zurückgewiesen. Das Urteil wurde damit rechtskräftig.
Er verbüßt seine Haftstrafe in der Justizvollzugsanstalt Celle. Bei einer Haftprüfung im März 2012 wurde festgestellt, dass Rieken seine Taten nicht aufgearbeitet hatte und daher frühestens 2021 auf freien Fuß hätte kommen können. Am 9. Mai 2012 wurde dieser Beschluss vom Oberlandesgericht Celle bestätigt und ist damit rechtskräftig. Am 3. Februar 2021 lehnte das Landgericht Lüneburg Riekens Antrag auf vorzeitige Haftentlassung ab.

## Sonstiges
Rieken ist Vater von drei Kindern und ehemaliger Binnenschiffer. Während seiner ersten Haftstrafe begann er eine Lehre zum Maschinenschlosser, die er kurz nach seiner vorzeitigen Entlassung abschloss.

## Dokumentarfilm
- Ronny Rieken – Der Mädchenmörder. (= Die großen Kriminalfälle. Staffel 6, Folge 4). Drehbuch: Annette Baumeister, Jobst Knigge. Deutschland 2007.[14][15]